# Gromee
Анджей Громала (пол. Andrzej Gromala), более известный под сценическим псевдонимом Gromee (род. 14 декабря 1978, Краков, Польша) — польский диджей, музыкальный продюсер и собственник лейбла «Kingztown Music». В 2016 году подписал контракт с Sony Music. Обладатель премии Eska Music Awards в номинации лучший диджей/продюсер.
В 2014 и 2015 годах выступал на польском фестивале электронной музыки Sunrise Festival. В 2015 и 2016 годах выступал на фестивале Life Oświęcim. В апреле 2016 года выступал на разогреве перед концертом Мэрайи Кэри в Кракове.
В 2015 году выпустил сингл «Follow You». Песня достигла 11-го места в польском airplay-чарте, а сингл получил золотой статус. На следующий год песня диджея «Fearless» достигла 10-го места в чарте и получила платиновый статус. В этом же году песня «Spirit» добралась до первого места в чарте.
В дуэте с Лукасом Майером Gromee стал победителем польского национального отбора на конкурс «Евровидение-2018». С песней «Light Me Up» выступал во втором полуфинале «Евровидения» и не вышел в финал.

## Дискография

### Студийные альбомы
| Название    | Информация                                                                    |
| ----------- | ----------------------------------------------------------------------------- |
| Chapter One | - Релиз: 16 марта 2018 - Лейбл: Sony Music - Формат: цифровая дистрибуция, CD |